# Цзилэ
Цзилэ (кит. трад. 極樂寺, упр. 极乐寺, пиньинь Jílè Sì, буквально: «Храм блаженства/наивысшей радости») — буддийский храмовый комплекс в районе Наньган города Харбина на улице Дундачжи. Цзилэ является крупнейшим буддийским комплексом в провинции Хэйлунцзян. Он был построен между 1921 и 1924 годами. Территория храма занимает площадь 27 570 м², из них здания занимают 5 186 м².
Название связано с доктриной «Чистой земли наивысшей радости» буддийской школы Цзинту.